# Paropo I
Paropo I is een bestuurslaag in het regentschap Dairi van de provincie Noord-Sumatra, Indonesië. Paropo I telt 1029 inwoners (volkstelling 2010).